# کانیکو
کانیکو (انگلیسی: Kaneko) شرکت بازی ویدئویی ژاپنی است، که در سال ۱۹۸۰ تأسیس شد.